# ダグラ
ダグラ（Dougla、複数形: ダグラス　Douglas）は、アフリカ系とインド系の混血である人々。Dougla（または、Dugla、Doglaとも）の語は、オランダ人とカリブ海の英語話者に用いられている。

## 定義
ダグラの語源は、カリブ・ヒンドゥスターニー語で「ふたつ」ほど、あるいは「多い」や「多大」、「混合」を意味するdoogala (दुगला)にある。西インド諸島地域では、この言葉は黒人とインド系の混血に対してのみ使われた。ヒンディー語において、"do"は２つを、"gala"は喉を意味する。これはおそらく、インドの言語とアフリカの言語を話すこと可能であったからと考えられる（バイリンガル）。また、神戸大学の人類学者、柴田佳子によれば、ダグラのヒンディー語における語源は「私生児」であるとしながらも、トリニダード・トバゴとガイアナにおいては中性的なニュアンスの言葉であると説明している。
ガイアナでは、アフリカ系ガイアナ人とインド系ガイアナ人が全国民の半数を、ダグラが15％を占めている。
フランス領西インド諸島（グアドループ、マルティニーク）では、アフリカ・インド系の人々はBatazendienやChapé-Coolieと呼ばれていた。

## 歴史
1806年に大英帝国で奴隷貿易法が成立する。膨張し続けるイギリス等ヨーロッパ諸国の植民地と、それらの地域における労働力不足を背景として、インド人の年季奉公者がカリブ海沿岸地域をはじめとした海外領土に送り出されていった。トリニダード・トバゴでは、1845年に225人のインド人年季奉公者が送られたのを皮切りに、合計で14万人ものインド人がこの国に移住した。年季奉公制度は1917年には終了したものの、その後もカリブ海地域へのインド人移民の流入は続いた。かれらの大多数は、ベンガル州やビハール州、ウッタル・プラデーシュ州といった地域出身の、貧しい農民であった。彼らインド人年季労働者は、強制移住させられたアフリカ系奴隷と異なり、カリブ海に移住してからも出身地域の慣習・文化・信仰を維持することができた。ただし、移住したインド人たちは男女比率のいびつさに直面していた。1914年に至っても、男性に対する女性の比率は35％を超えることはなかった。
アフリカ系=インド系間の人種混淆以前の話として、インド系=ヨーロッパ系の異人種間交際については、それが合意的な関係であろうとなかろうと、散発的な記録しか残っていない。1992年に柴田佳子がガイアナとトリニダード・トバゴ、スリナムで行った聞き取り調査によれば、黒人とインド系との通婚が見られるようになったのは「トリニダード・トバゴとガイアナにおいてはここ20-30年」、「スリナムにおいてはもっと最近のこと」とする報告を行っている。
インド系の、ほかの人種混淆にルーツを持つ人々（インド系中国人（チンディアン）、インド系ラテンアメリカ人（テグリ、Tegli）、インド系イギリス人（アングロ・インディアン）、インド系ポルトガル人（ルソ・インド人）、インド系アイルランド人（アイルランド系インド人）、インド系スコットランド人（スコットランド系インド人）、インド系オランダ人、アラブ系インド人、インド系カリブ人）は、それぞれの島においては、非混血のルーツ（アフリカ系、インド系、アメリンディアン/アメリカ先住民、ヨーロッパ系）を自認するか、そのいずれかの人種として振る舞うことが多かった。

## トリニダード文化において
カリプソニアンのマイティ・ダグラ（クレトゥス・アリ、Clatis Ali）は1960年代に、「Split Me in Two」のなかでダグラの苦境について以下のように歌い上げている：
「もし彼らがインド人をインドに

"If they sending Indians to India

アフリカ人をアフリカに送り返すなら

And Africans back to Africa

じゃあ誰か教えてくれ俺に

Well somebody please just tell me

哀れな俺をどこへ送るんだ？

Where they sending poor me?

インド人でもなければアフリカ人でもない

I am neither one nor the other

どちらをとっても似たりよったり

Six of one, half a dozen of the other

だからもし彼らが人々をほんとうの故郷へ送り返すなら

So if they sending all these people back home for true

俺を真っ二つにしなければ！」

They got to split me in two"
また、中国系トリニダード・トバゴ人作家のウィリー・チェン（英: Willi Chen）は、小説『奇妙な御馳走』（英: "Trotters"）で、トリニダード・トバゴにおけるインド系とアフリカ系の確執と、同国のインド人社会におけるダグラの社会的地位を描き出した。

## 著名なダグラ
- クレトゥス・アリ - トリニダードの音楽家、マイティ・ダグラ（英語版）として知られる
- タチアナ・アリ（英語版） - トリニダード・トバゴ系（英語版）/黒人のパナマ系アメリカ人（英語版）の女優
- エスター・アンダーソン（英語版） - 女優（イギリス国籍、ジャマイカ出身）[12]
- ジョンソン・ベハリー（英語版） - グレナダ出身のイギリス陸軍の兵士[13]
- メリッサ・ベル（英語版） - ジャマイカ系イギリス人（英語版）の歌手、アレクサンドラ・バークの母
- フォクシー・ブラウン（英語版） - ラッパー（アメリカ合衆国、トリニダード・トバゴにルーツ[14]）
- アレクサンドラ・バーク、イギリス系ジャマイカ人の歌手、メリッサ・ベルの娘
- スーパーキャット - ジャマイカのDeejay、ダンスホール・レゲエDJ[15]
- マーヴィン・ダイマリー（英語版） - トリニダード系アメリカ人、カリフォルニア州の政治家[16]
- スペシャル・エド（英語版） - ジャマイカ系のアメリカ人、ラッパー
- マーリーン・マラホ・フォート（英語版） - ジャマイカの政治家[17]
- エイミー・アシュウッド・ガーヴェイ（英語版） - ジャマイカ出身、パン・アフリカ主義の活動家、ジャーナリスト[18][19]
- リサ・ハンナ - ミス・ワールド1993、ジャマイカの国会議員
- カマラ・ハリス - アメリカ合衆国副大統領（インド=ジャマイカ）
- レスター・ホルト - アメリカ合衆国のニュースアンカー、ジャーナリスト[20][21]
- ダイアナ・キング - 歌手（アメリカ在住のジャマイカ人[22]）
- ソネット・ラベ（英語版） - ガイアナ系カナダ人（英語版）の詩人
- トレバー・マクドナルド（英語版） - トリニダード系イギリス人（英語版）のニュースキャスター、ジャーナリスト
- ニッキー・ミナージュ - 歌手、ラッパー（アメリカ在住、トリニダード・トバゴ出身）
- ニコール・ナレイン（英語版） - 『プレイボーイ』誌のモデル、女優
- ラジ―・ナリネシン（英語版） - 女優、LGBT活動家（アメリカ合衆国、トリニダード・トバゴ系[23]）
- フルジェル・ナルシン（英語版）、アララト＝アルメニア所属のサッカー選手（オランダ、スリナム系）
- ルシアーノ・ナルシン、フェイエノールト所属のサッカー選手、フルジェル・ナルシンは兄（オランダ、スリナム系）
- ロクサーヌ・ペルサウド（英語版） - ニューヨーク州議会上院議員（アメリカ、ガイアナ出身[24][25][26]）
- ターラ・プラシャド（英語版） - 歌手、モデル[27][28]
- ジェマ・ラムキーソーン（英語版） - ソーシャルワーカー、フェミニスト（トリニダード・トバゴ[18]）
- クリシュマー・サントキー（英語版） - クリケット選手
- エイブラヒム・シモンズ（英語版） - 子供の権利活動家（ジャマイカ）
- トニ＝アン・シン（英語版） - ミス・ワールド2019（ジャマイカ）
- ジョイス・ヴィンセント（英語版） - 死後2年以上に渡り、ロンドンの自室に死んだままおかれていた女性（イギリス、グレナダ系[29]）
- XXXテンタシオン - ラッパー（アメリカ合衆国、ジャマイカ系[30]）